# Дістомо
Дістомо (грец. Δίστομο), кафаревуса Дістомон — місто і до 2011 року муніципалітет в Греції, в області Беотія, периферія Центральна Греція.
Розташований за 180 км на захід від Афін, за 25 км на захід від Лівадії, за 15 км на південь від Десфіни. На схід від Дістомо розташовані міста Дельфи, Ітеа, на південний схід — Амфісса. На заході межує із Фокідою. Через місто прокладено регіональний автошлях GR-29 Арахова — Дістомо.

## Сучасність
Одна з найважливіших пам'яток візантійської архітектури, монастир Осіос-Лукас, розташований поблизу Дістомо, на західних схилах гори Гелікон. 1990 року монастир поруч із монастирем Дафні та Неа-Моні занесений до списку світової спадщина ЮНЕСКО в Греції.
Дістомо відоме як місце масових вбивств, скоєних німецькою армією проти місцевих жителів під час Другої світової війни. 10 червня 1944 року від рук есесівців тут загинуло 218 осіб, включаючи 53 дитини. 15 січня 2011 року уряд Греції ухвалив рішення висунути нові вимоги до Німеччини щодо репарацій за окупацію в ході Другої світової війни. Таке рішення ухвалив прем'єр-міністр Йоргос Папандреу, після масового мітингу біля будівлі Грецького парламенту, проведеного 5 січня жителями Дістомо.

## Населення
| Рік  | Населення міста | Міський район | Муніципалітет |
| ---- | --------------- | ------------- | ------------- |
| 1981 | —               | —             | 5,604         |
| 1991 | 2,156           | —             | —             |
| 2001 | 2,048           | 3,350         | 4,368         |

## Економіка
Муніципалітет Дістомо включав в себе лише два села і дві комуни. Західна частина муніципалітету незаселена, представлена безплідними землями, скелястими луками, непридатними для ведення сільського господарства.
Дістомо — одне з основних алюмінієвих шахтарських міст у Греції (див. Aluminium de Grece). Він забезпечує алюмінієм усю країну, а також експортує сировину до Південної Європи. Інші галузі промисловості: сільське господарство та сфера послуг.